# Fredrik Sträng

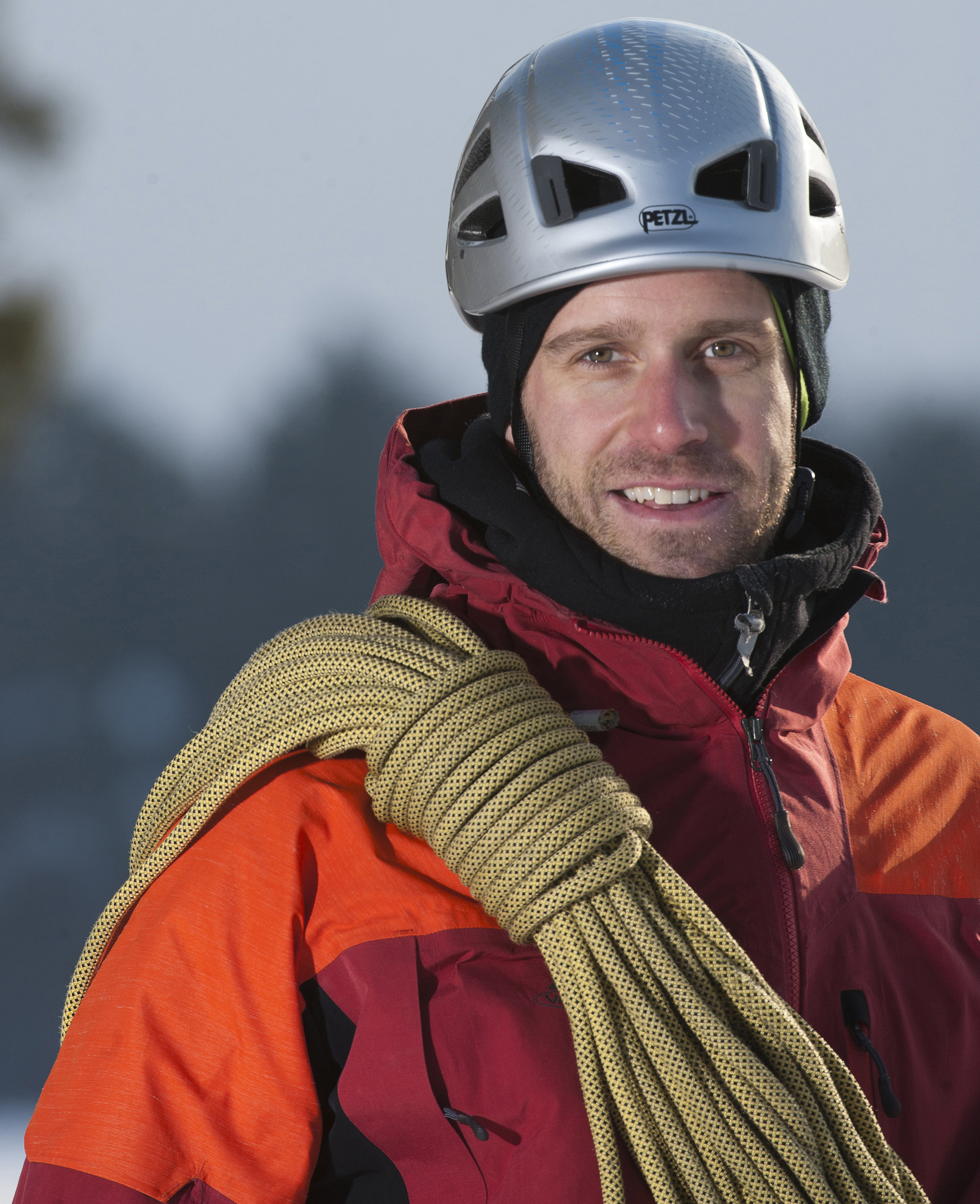
Fredrik Sträng

Fredrik Sträng, född 25 mars 1977 i Laxå, är en svensk äventyrare, dokumentärfilmare och föreläsare bosatt i Stockholm. Sträng har av webbsidan aretsaventyrare.se blivit utsedd till Årets äventyrare två gånger, 2007 tillsammans med Renata Chlumska och 2010 tillsammans med Natasha Illum Berg.

## Bestigningar

### Bergstoppar högre än 8000 meter
- 2003 - Dhaulagiri, 8167 m (första svensk)
- 2006 - Mount Everest, 8848 m
- 2009 - Lhotse, 8516 m
- 2009 - Makalu, 8462 m (första svensk tillsammans med Niklas Hallström)
- 2010 - Gasherbrum II, 8035 m
- 2010 - Gasherbrum I, 8068 m
- 2015 - Manaslu, 8163 m
- 2016 - Cho Oyu, 8188 m
- 2018 - Broad Peak, 8047 m

Sträng har under sin karriär inom bergsbestigning medverkat på ett stort antal 8000-meters expeditioner. Utöver de bestigningar som varit framgångsrika har han även genomfört toppförsök på berg som K2, Annapurna, Shishapangma och Nanga Parbat. Under året 2005 nådde Sträng den centrala toppen av Shishapangma, vilken ligger cirka 20 meter lägre än huvudtoppen.Under sommaren 2017 genomförde Sträng med andra klättrare ett toppförsök på berget Broad Peak. Till en början verkade gruppen ha nått toppen men på grund av dåligt sikt har Sträng i efterhand dragit tillbaka detta och menar att han aldrig nådde den sanna toppen utan en förtopp. Året därpå nådde han toppen i ett liknande försök. 

## Seven Summits
År 2006 slutförde Sträng sitt projekt 7+7+7, vars syfte var att bestiga "de sju topparna", det högsta berget på varje kontinent på planeten, inom en tidsram på sju månader. Han lyckades genomföra detta på 191 dagar för vilket han tilldelades ett Guinness Världsrekord för att vid den tidpunkten varit den människa som lyckats bestiga bergen på kortast tid [källa behövs]. Vid samma tillfälle blev han även den första svensk att genomföra detta. Året därpå släppte Fredrik Sträng boken, 7 berg 7 kontinenter 7 månader, där hans äventyr skildras. Under 2007 belönades hans bedrift med priset Årets Äventyrare.

## Katastrofen på K2
Under augusti 2008 deltog Fredrik Sträng i den Internationella K2-expeditionen vars mål var att nå toppen av världens näst högsta berg. Mellan den 1 och 2 augusti omkom 11 människor på berget i en serie händelser som resulterade i en av de värsta enskilda klätterolyckorna i K2:s historia. Fredrik Sträng och vännen Dr Eric Meyer hade under samma dag bestämt sig för att vända strax över Camp 4 på cirka 8 000 meters höjd. Sträng har i efterhand berättat att de främsta anledningarna till  beslut att vända var brist på utrustning och stora förseningar, vilket inte gjorde det säkert att fullfölja toppförsöket.